# D. Varga László
D. Varga László (Deregnyő, 1946. május 17.) tanár, helytörténész, néprajzi szakíró.

## Élete
1964-ben érettségizett Nagykaposon, majd 1982-ben az eperjesi Pedagógiai Főiskolán nevelői oklevelet szerzett. 1973–1988 között a nagykaposi Energetikai Szakközépiskola tanára, 1988–1990 között a Zempléni Szó szerkesztője volt.
Elsősorban ung-vidéki helytörténettel és néprajzi gyűjtéssel foglalkozik.

## Művei
Az 1980-as években a pozsonyi Hétben cikksorozatot jelentetett meg az Ung-vidéki népi halászatról.
- 2003 Földem és népe. Az Ung vidéke hely- és földrajzi nevek tükrében
- 2004 A halászok világa. Hagyományos halászat az Ung, a Laborc és a Latorca folyón
- 2006 Életfordulók - Gyermekkor, házasságkötés, elhalálozás az Ung-vidéken
- 2006 Népi foglalkozások és mesterségek - pásztorok, olajütők, teknősök, kötélverők, suszterek, vesszőfeldolgozók az Ung-vidéken